# Uniekerk (Idstein)
De Uniekerk (Duits: Unionskirche) in Idstein is een protestants kerkgebouw aan de Martin-Luther-Straße. Het gebouw dateert oorspronkelijk uit de 14e eeuw, maar het bijzondere interieur werd in de 17e eeuw op zeer luisterrijke wijze in een protestantse preek- en hofkerk veranderd.
De eenvoudige naam "stadskerk" werd in 1917 vervangen door de naam "Uniekerk". De naam heeft betrekking op de fusie van de lutherse en calvinistische protestanten in het Hertogdom Nassau in 1817, hetgeen de eerste fusie van deze beide kerkelijke stromingen was in het Duitse Rijk. In 1917 werd het eeuwfeest van deze unie gevierd.

## Geschiedenis
Van het oorspronkelijke romaanse kerkgebouw uit de 13e eeuw zijn nog resten te vinden in de toren van de kerk. Over deze oorspronkelijke bouw is verder weinig bekend. De Uniekerk is terug te voeren op een voormalige stiftskerk gewijd aan de heilige Martinus, die in de jaren 1330-1350 door graaf Gerlach I van Nassau op de plek van de oude romaanse kerk werd gebouwd.
Johan van Nassau-Idstein, berucht om zijn vervolging van heksen, liet de kerk van 1665 tot 1677 verbouwen tot een protestantse preekkerk. Hierbij werd het plafond van de kerk volledig bedekt met grote olieverfschilderijen uit de school van Rubens. Graaf Johan stierf net voor de voltooiing van het kerkgebouw. Er verschenen aan drie zijden galerijen in de kerk. De beeldhouwer Franz Matthias Hiernle schiep links van het altaar een grafmonument voor George August Samuel van Nassau-Idstein, diens vrouw Henriette Dorothea en hun kinderen naar een ontwerp van Johann Maximilian von Welsch.
In 1714 werd de toren van de kerk verhoogd en in 1830 kreeg de toren een achtkantige spits tussen vier topgevels.
De kerk kocht in 1924 een orgel van de orgelbouwer Walcker uit Ludwigsburg. Het orgel werd in een orgelkast van 1783 geïnstalleerd.
In de jaren 1958-1961 werd de kerk gerenoveerd nadat zowel stad als kerk overlast van hoge waterstanden had. Rond dezelfde tijd kreeg de kerk drie nieuwe klokken ter vervanging van de in de oorlog geroofde klokken.
Met het oog op het 200-jarige jubileum in 2017 van de Nassause Unie staat de kerk aan de vooravond van een omvangrijke restauratie.

## De schilderijen
Uniek zijn de 38 olieverfschilderijen die het plafond en het bovenste deel van de muren volledig bedekken. Voor een protestantse kerk is een dergelijk gebruik van schilderijen ongebruikelijk. De schilderijen, die exclusief Bijbelse taferelen voorstellen, werden voornamelijk in de jaren 1673-1678 gemaakt door Michael Angelo Immenraedt en zijn leerling Johannes Melchior Bencard. Sommige schilderijen zijn gebaseerd op bekende werken van Rubens en Anthony van Dyck. Een drietal schilderijen zijn werken van Joachim von Sandrart en een vijftal van zijn neef Johann von Sandrart.

## Interieur
- Het marmeren hoofdaltaar werd in 1676 gebouwd door Arnold Harnisch. Het laat-17e-eeuwse altaarschilderij verbeeldt het Laatste Avondmaal.
- De marmeren kansel werd in 1673 gemaakt en wordt gedragen door een beeld van een knielende Simson; het klankbord wordt gedragen door een engel.
- Het doopvont is door Martin Sattler eveneens van marmer gemaakt in 1675.
- De kristallen kroonluchters zijn 19e-eeuws en hingen oorspronkelijk in het Kurhaus Wiesbaden.
- Het grafmonument links van het altaar van George August Samuel van Nassau-Idstein en zijn familie is een ontwerp van Johann Maximilian von Welsch.
- De grafkelder bevat de kisten van enkele leden van het Huis Nassau-Idstein.

## Afbeeldingen

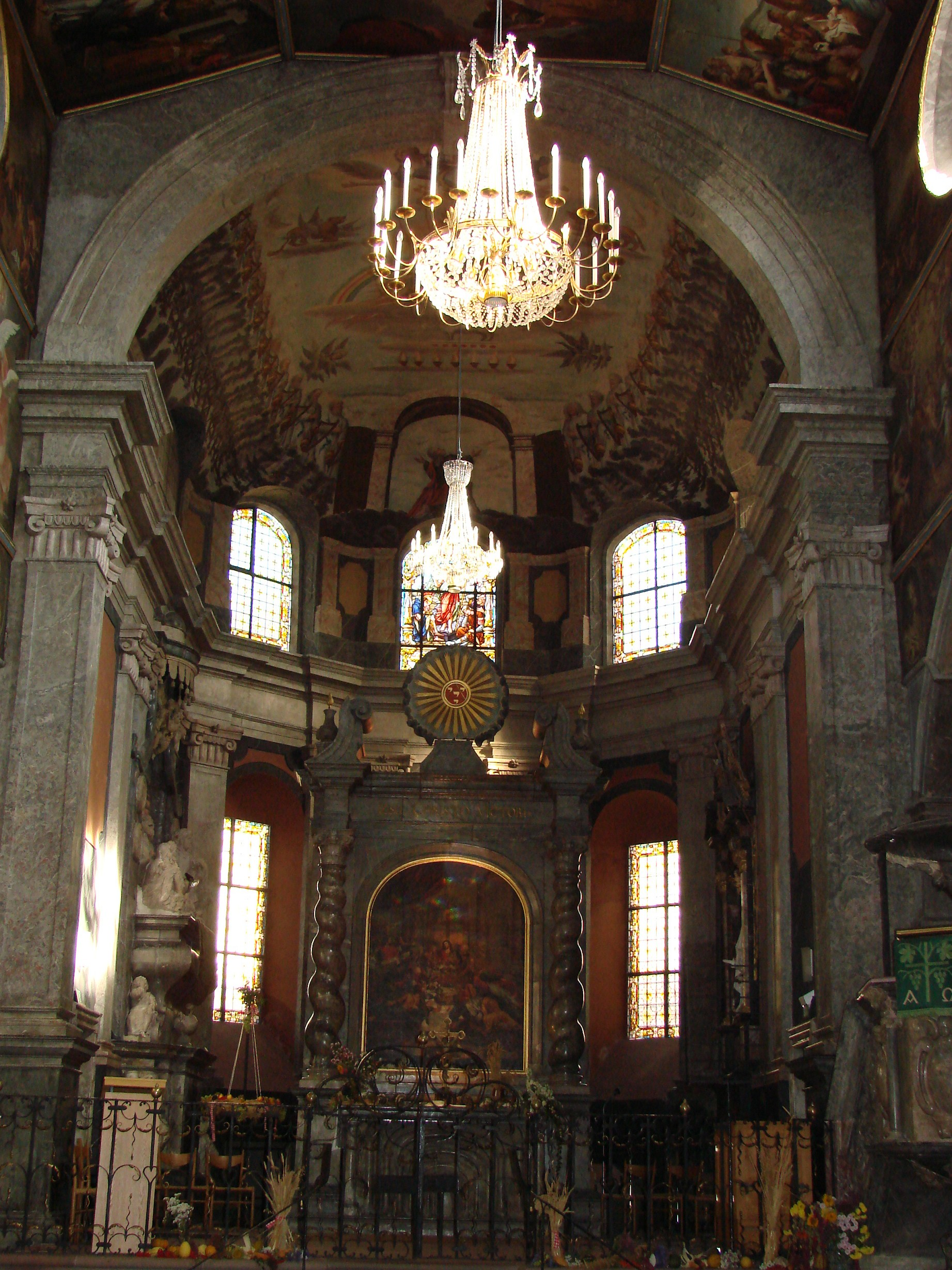
Hoogaltaar
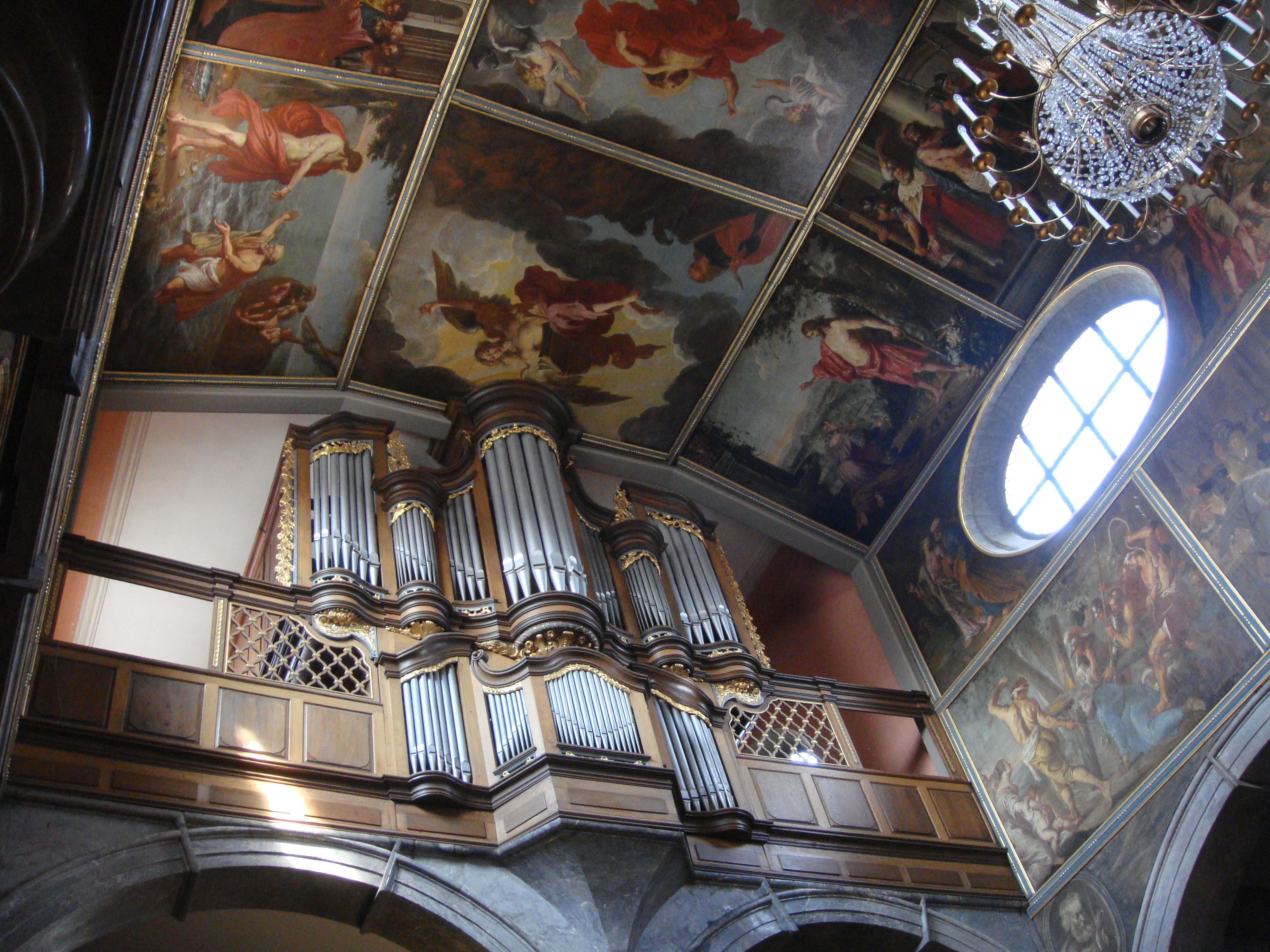
Orgel
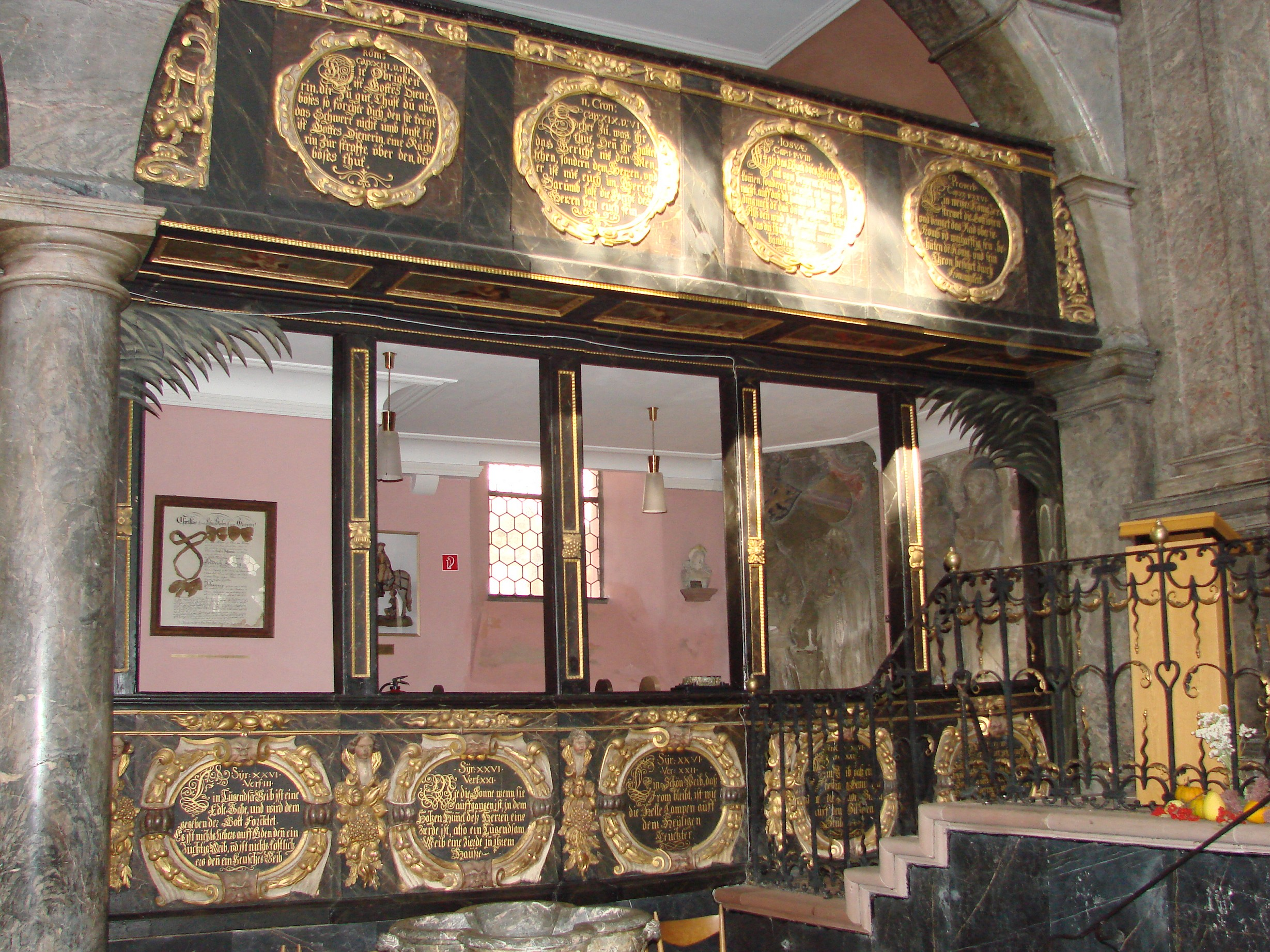
Zijkapel
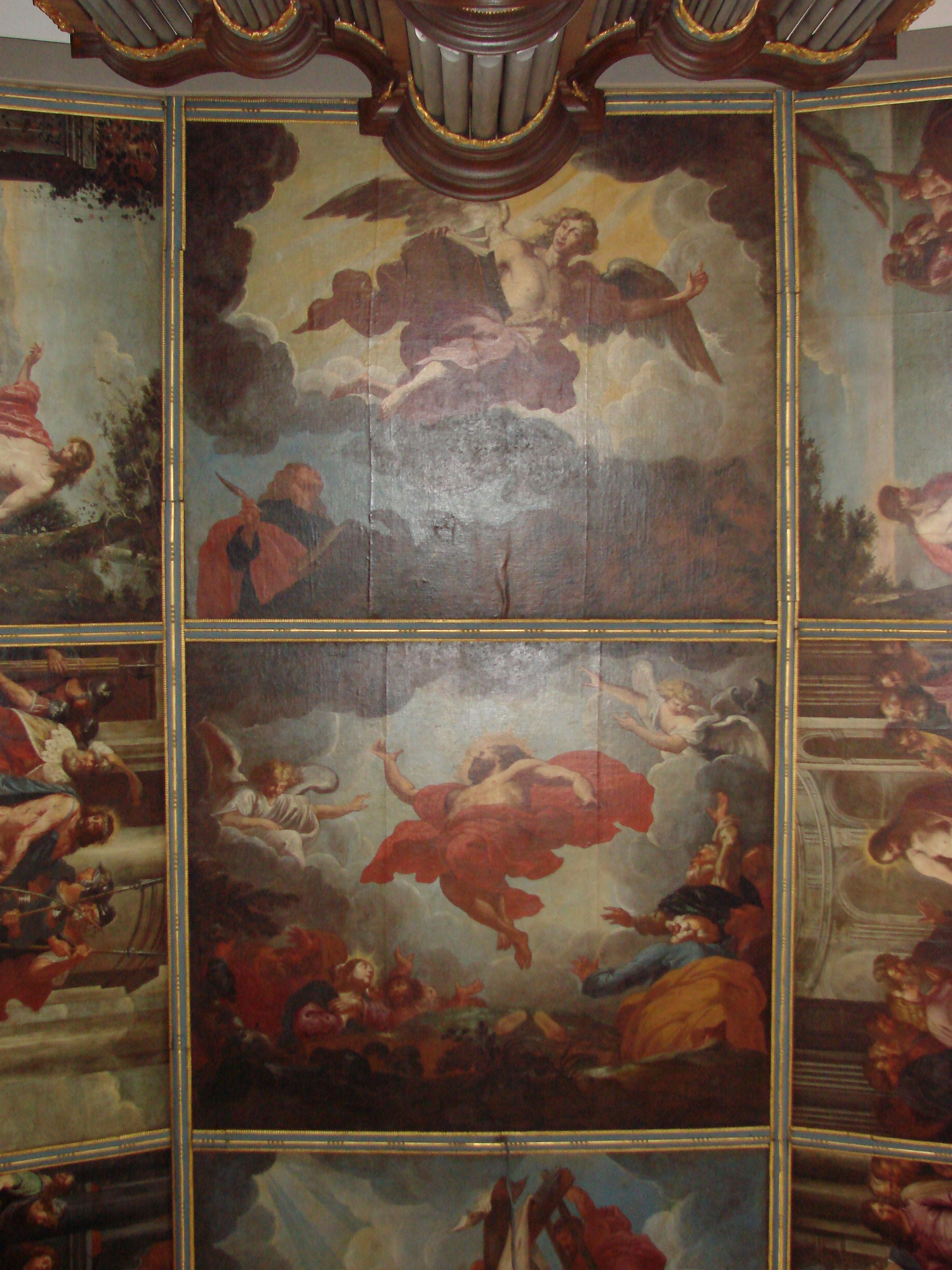
Schilderijen plafond
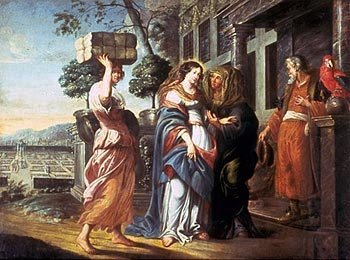
Visitatie